# Зыков, Геннадий Павлович
Геннадий Павлович Зыков (род. 27 февраля 1989) — российский тяжелоатлет, чемпион и призёр чемпионатов России, обладатель Кубка России, мастер спорта России.

## Спортивные результаты
- Первенство России по тяжёлой атлетике среди юношей 2007 года — ;
- Первенство России по тяжёлой атлетике среди юниоров 2008 года — ;
- Чемпионат России по тяжёлой атлетике 2008 года — ;
- Кубок России по тяжёлой атлетике 2009 года — ;
- Кубок России по тяжёлой атлетике 2010 года — ;
- Первенство России по тяжёлой атлетике среди юниоров 2011 года — ;
- Чемпионат России по тяжёлой атлетике 2011 года — ;
- Кубок России по тяжёлой атлетике 2011 года — ;
- Чемпионат России по тяжёлой атлетике 2012 года — ;
- Кубок России по тяжёлой атлетике 2012 года — ;
- Чемпионат России по тяжёлой атлетике 2013 года — ;
- Кубок России по тяжёлой атлетике 2013 года — ;
- Чемпионат России по тяжёлой атлетике 2014 года — ;
- Чемпионат России по тяжёлой атлетике 2015 года — ;
- Кубок России по тяжёлой атлетике 2016 года — ;
- Чемпионат России по тяжёлой атлетике 2016 года — ;
- Чемпионат России по тяжёлой атлетике 2017 года — ;